# Восток-3
«Восток-3» (рос. Восток, Схід), інша назва «Восток-3КА № 5» — третій радянський пілотований космічний корабель серії «Восток».
Перший у світі груповий космічний політ. Одночасно з кораблем «Восток-3» в космосі перебував космічний корабель «Восток-4», який пілотував космонавт Попович Павло Романович.
Встановлено новий рекорд тривалості польоту — 94 години 22 хвилини.

## Опис корабля
Апарат складався з агрегатного відсіку у формі з'єднаних широкими основами конуса і зрізаного конуса. До меншої основи зрізаного конуса кріпився спускний апарат. Агрегатний відсік мав довжину 2,25 м, найбільший діаметр 2,43 м і масу 2,27 т.
Спускний апарат у формі кулі діаметром 2,3 м і масою 2,46 т з внутрішнім об'ємом 5,2 м³ був вкритий теплозахистом і мав систему життєзабезпечення. Всередині у просторі об'ємом 1,6 м³ у кріслі-катапульті розміщувався космонавт, також у кабіні розташовувались телевізійні камери і радіоапаратура для спостереження за станом космонавта, плівковий магнітофон, телеметрична система, обладнання для автоматичного і ручного управління кораблем.

## Політ
11 серпня 1962-го року о 8:24 UTC з космодрому Байконур ракетою-носієм «Восток» було запущено космічний корабель «Восток-3» типу Восток-3КА з космонавтом Андріяном Григоровичем Ніколаєвим.
12 серпня 1962-го року о 8:02 UTC з космодрому Байконур ракетою-носієм «Восток» було запущено космічний корабель «Восток-4» типу Восток-3КА з космонавтом Павлом Романовичем Поповичем.
15 серпня 1962-го року о 6:40 UTC відбулась посадка космічного корабля «Восток-3». Космонавт катапультувався з кабіни після гальмування спускного апарата в атмосфері, на висоті 7 км і приземлився окремо на парашуті о 6:52.
В польоті підтримувався радіозв'язок між кораблями і Землею. На Землю вперше передавались телевізійні зображення космонавтів, які транслювались телевізійною мережею СРСР й Інтербачення. В польоті космонавти звільнялись від крісел-катапульт і вільно плавали кабіною в невагомості; виконувались медико-біологічні експерименти.
Отримано дані про можливість встановлення прямого зв'язку між двома космічними кораблями, координувались роботи космонавтів, вивчався вплив однакових умов космічного польоту на людський організм.

## Параметри польоту
- Маса апарата — 4,722 т;
- Нахил орбіти — 64,98°.
- Період обертання — 88,33 хв.
- Перигей — 180,7 км.
- Апогей — 234,6 км.

## Екіпаж

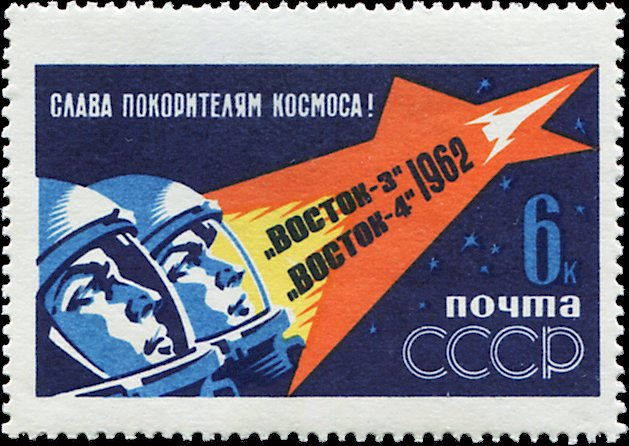
Поштова марка СРСР. 1962. Восток-3, Восток-4

- Екіпаж корабля — Ніколаєв Андріян Григорович.
- Дублерний екіпаж-1 — Биковський Валерій Федорович.
- Дублерний екіпаж-2 — Волинов Борис Валентинович.